# رنالد ماكدوغل
رنالد ماكدوغل (بالإنجليزية: Ranald MacDougall)‏ (و. 1915 – 1973 م) هو مخرج أفلام، وكاتب سيناريو، ومنتج أفلام، وكاتب أمريكي، ولد في سكنيكتادي، نيويورك، توفي في لوس أنجلوس، عن عمر يناهز 58 عاماً، بسبب مرض.

## وصلات خارجية
- رنالد ماكدوغل على موقع IMDb (الإنجليزية)
- رنالد ماكدوغل على موقع ألو سيني (الفرنسية)
- رنالد ماكدوغل على موقع أول موفي (الإنجليزية)
- رنالد ماكدوغل على موقع قاعدة بيانات الأفلام السويدية (السويدية)
- رنالد ماكدوغل على موقع إن إن دي بي (الإنجليزية)
- رنالد ماكدوغل على موقع قاعدة بيانات الفيلم (الإنجليزية)
- رنالد ماكدوغل على موقع كينوبويسك (الروسية)